# Залізницька сільська рада (Корецький район)
Залі́зницька сільська́ ра́да — орган місцевого самоврядування в Корецькому районі Рівненської області. Адміністративний центр — село Залізниця.

## Загальні відомості
- Залізницька сільська рада утворена в 1946 році.
- Територія ради: 14,337 км²
- Населення ради: 493 особи (станом на 2001 рік)
- Територією ради протікає річка Корчик.

## Населені пункти
Сільській раді підпорядковані населені пункти:
- с. Залізниця

## Склад ради
Рада складається з 12 депутатів та голови.
- Голова ради: Михальчук Василь Михайлович
- Секретар ради: Кречко Людмила Василівна

### Керівний склад попередніх скликань
| Прізвище, ім'я, по батькові   | Основні відомості                                                         | Дата обрання | Дата звільнення |
| ----------------------------- | ------------------------------------------------------------------------- | ------------ | --------------- |
| Гаврилюк Сергій Володимирович | Сільський голова, 1952 року народження, член Народної партії              | 26.03.2006   | 31.10.2010      |
| Михальчук Василь Михайлович   | Сільський голова, 1964 року народження, освіта вища, член Народної партії | 31.10.2010   |                 |

Примітка: таблиця складена за даними сайту Верховної Ради України